# Playground Games
Playground Games é uma desenvolvedora de jogos eletrônicos britânica localizada em Leamington Spa, no Reino Unido.
O estúdio foi fundado em 2009 por ex-funcionários da Codemasters, Bizarre Creations, Criterion Games, Ubisoft Reflections, Slightly Mad Studios, Black Box Studio e muitos outros estúdios de nível global. Na Microsoft Showcase 2012, na Califórnia, a Playground Games anunciou o seu primeiro projeto, Forza Horizon. O título foi desenvolvido em colaboração com a Turn 10 Studios. O jogo foi distribuído pela Microsoft para o Xbox 360 e lançado em 23 de outubro de 2012.Foi comprada pela Microsoft em um anúncio durante a E3 2018.

## Jogos produzidos[5]
| Ano de lançamento | Título          | Plataforma(s)                                                                  |
| ----------------- | --------------- | ------------------------------------------------------------------------------ |
| 2012              | Forza Horizon   | Xbox 360                                                                       |
| 2014              | Forza Horizon 2 | Xbox 360 e Xbox One                                                            |
| 2016              | Forza Horizon 3 | Microsoft Windows e Xbox One                                                   |
| 2018              | Forza Horizon 4 | Microsoft Windows, Xbox One e Xbox Series X/S                                  |
| 2021              | Forza Horizon 5 | Microsoft Windows, Xbox One, Xbox Series X/S, Xbox Cloud Gaming, PlayStation 5 |
| 2026              | Fable           | Microsoft Windows, Xbox Series X/S, Xbox Cloud Gaming                          |